# Barry Pearl
Barry Lee Pearl (Lancaster, 29 marzo 1950) è un attore statunitense.

## Biografia
È conosciuto per aver interpretato Doody, uno dei membri dei T-Birds nel film del 1978 Grease. La sua carriera nel mondo del cinema è iniziata nel 1968, l'anno dopo ha interpretato Tom Canty in The Adventures of the Prince and the Pauper. Nel 1985 ha interpretato Johnny Glitter in Angel Killer II - La vendetta, mentre nel 1994 è apparso in Tryst. Nel frattempo è apparso in diversi film per la televisione e serie televisive, come Best Friends, La famiglia Bradford, Alfred Hitchcock Presents, La signora in giallo e Beverly Hills 90210. 
Negli anni novanta e 2000 è apparso come guest star anche in Criminal Minds, E.R. - Medici in prima linea, Baywatch e Dr. House - Medical Division, ed ha preso parte in diversi spettacoli teatrali.
Nel 2009 ha fatto parte del cast del musical Happy Days, ispirato all'omonima serie televisiva. Nel 2012 ha interpretato Mr. Motes in The Newest Pledge.

## Filmografia parziale
- The Adventures of the Prince and the Pauper (1969)
- Best Friends – film TV (1977)
- Grease - Brillantina (Grease), regia di Randal Kleiser (1978)
- La famiglia Bradford – serie TV, 1 episodio (1981)
- Angel Killer II - La vendetta (Avenging Angel) (1985)
- Alfred Hitchcock presenta (Alfred Hitchcock Presents) – serie TV, 1 episodio (1985)
- La signora in giallo (Murder, She Wrote) – serie TV, episodio 4x08 (1987)
- Beverly Hills 90210 – serie TV, 1 episodio (1991)
- Tryst (1994)
- E.R. - Medici in prima linea (ER) – serie TV, 1 episodio (1995)
- Baywatch – serie TV, 1 episodio (1999)
- Criminal Minds – serie TV, 1 episodio (2008)
- Dr. House - Medical Division (House, M.D.) – serie TV, 1 episodio (2009)
- The Newest Pledge (2012)

## Doppiatori italiani
Nelle versioni in italiano delle opere in cui ha recitato, Barry Pearl è stato doppiato da:
- Massimo Giuliani in La famiglia Bradford
- Sandro Acerbo in Top Secret
- Massimo Lodolo in Max Headroom
- Renato Cortesi in E.R. - Medici in prima linea
- Gianluca Machelli in Dr. House - Medical Division
- Stefano Oppedisano in Nobody Want This
- Francesco Pezzulli in Grease (Brillantina) (ridoppiaggio)